# Tanulókártya

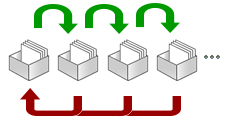
Tanulókártyák használata a Leitner-módszerben.

A tanulókártya vagy tanulási kártya (angolul flashcard) egy osztálytermi vagy házi tanuláshoz használt kártyahalmaz, az egyes kártyák mindkét oldalán információval (szavakkal vagy számokkal). A kártyák egyik oldalán kérdés, másik oldalán pedig válasz található. A tanulókártyákat sokféle tanulási célra lehet használni, akár idegen szavak, történelmi dátumok, matematikai formulák vagy bármi egyéb tanulására, amit kérdés-válasz formában le lehet írni. A tanulókártyákat elterjedten használják segédeszközként a memorizálást igénylő feladatokban, általában időközönkénti ismétlés során.

## Felhasználás
A tanulókártyák az aktív felidézés folyamatát indítják be: egy adott támpont (a kérdés) alapján a tanuló előhív egy emléket (a választ). Azon kívül, hogy mi kerül a paklikba gyűjtött kártyákra, az is nagyon fontos kérdés, hogyan kerülnek felhasználásra a kártyák – azaz mit csinálunk a kártyákkal, és főleg hogy milyen gyakorisággal (milyen időközönként) ismételjük a kártyákat, és mi történik azokkal a kártyákkal, amelyeknél elhibázzuk a választ. Sokféle, ezekre a kérdésekre választ adó rendszert fejlesztettek ki, melyekben az a leglényegesebb közös pont, hogy helyes válasz esetén a kártyát egyre ritkábban kell ismételni.

## Megfordítható kártyák
A fizikai, valós tanulókártyák kétoldalasak. Egyes esetekben tetszőleges egyik oldal alapján próbál a tanuló visszaemlékezni a másik oldalra, például egy idegen nyelv tanulása során a szó jelentésére. Más helyzetekben csak az egyik oldal használható kérdésként, mint például mikor az egyik oldalon a vers címe szerepel kérdésként, amelyre válaszul a verset kell tudni felmondani. Valós kártyák esetén a kétirányú tanulásra használható egy pakli kártya, amit néha megfordítunk, vagy két külön pakli kártya, például egy angol–magyar és egy magyar–angol. Az elektronikus tanulókártyáknál a fordított pakli automatikusan generálható, és általában még azt is meg lehet határozni, hogyan kezelje a program a rokon kártyákat. Például az Anki ügyel rá, hogy ha láttunk egy angol–magyar kártyát, akkor adott ideig ne mutassa meg az azonos magyar–angolt.

## Rendszerek
Sokféle tanulókártyákat használó rendszer létezik, a legtöbb az időközönkénti ismétlésen alapul, és egyre nagyobb időközönként mutatja a kártyákat. Ha manuálisan próbáljuk az ismétlési időközt kezelni, az jelentős hozzáadott erőfeszítést igényel. Például a Leitner-módszer egy egyszerű időközönkénti ismétlési módszer, amelyet akár papírkártyákkal és néhány doboz segítségével manuálisan is lehet használni. A SuperMemo algoritmusai ezzel ellenben sokkal bonyolultabbak, minden kártya ismétlési időköze egyedi, és függ a paklin elért átlagos teljesítménytől is, hiszen kezdettől fogva számítógépes megvalósításra szánták.

## Háromoldalas kártyák
A papír tanulókártyák szükségszerűen kétoldalasak. Az elektronikus kártyák azonban háromoldalasak is lehetnek. Ez egy olyan aszimmetrikus kétoldalas kártya, melynek három mezője van: K (kérdés), V (válasz) és V*. A K és a V oldal megcserélhető a fordított tanulás során, de a V* mindkét esetben a válasz oldalra kerül, azaz a két oldal: K/V, V* és V/K, V*. Ezt a megoldást leginkább olyan idegen nyelvek tanulásánál lehet használni, ahol az idegen nyelvi kiejtés nem egyértelmű az írott forma alapján. Ebben az esetben a kérdés az anyanyelvi szó, a válasz pedig az írott idegen szó, vagy fordítva; az idegen nyelvi kiejtés pedig mindig a válasz része. Ilyen nyelv például a kínai és a japán, de például rendhagyó kiejtésű angol szavaknál is hasznos a módszer.

## Példák
Egy kínai-magyar példa a 人 (zsen, ember) megtanulására:
K: ember
V: 人, zsen
Fordítottja:
K: 人
V: zsen, ember
Egy francia tanuló próbálja az angol „enough” (’elég[gé]’), szót assez elsajátítani (IPA kiejtési jelekkel):
K: assez
V: enough, /ɪˈnʌf/
Fordítottja:
K: enough
V: /ɪˈnʌf/, assez

### Célja
A háromoldalú kártyák célja az, hogy a kétoldalas kártyák minden előnyét – könnyű bevitel (csak egyszer kell beírni a két kártya szavait), szinkronizált frissítés (az egyik kártyát javítva a másik is javul), a kártyák közötti időközök betartása (nem látjuk egymáshoz közel a kártyát és fordított változatát) – kihasználja anélkül, hogy a kártyáknak szimmetrikusnak kéne lenniük.
Az alapelv általánosítható tetszőleges számú mező egymáshoz rendelésével, ahol a tanulandó ismeretet minden mező más-más szemszögből írja le.

## Szoftverek
Számos szoftver létezik (köztük nyílt forráskódú és webalapú szolgáltatások is), amelyek segítik a virtuális tanulókártyák létrehozását és a tanulást.
Egy ingyenesen letölthető, magyar felhasználói felülettel is rendelkező szoftver a Voovo.
A Voovo letöltő oldala: https://www.voovostudy.com/
A szoftverhez tanulókártya-megosztó oldal is tartozik az alkalmazáson belül.
A Voovo használata kezdő felhasználóknak kissé bonyolultnak tűnhet, itt található egy angol nyelvű videó az egyes részekről: https://www.youtube.com/channel/UCTA1QTQtonh3cdO4SoHF7gA